# Wereldkampioenschap voetbal vrouwen onder 19 - 2002
Het Wereldkampioenschap voetbal vrouwen onder 20 - 2002 was de eerste editie van het FIFA Wereldkampioenschap voetbal vrouwen onder 19. Het toernooi werd gehouden in Canada van 17 augustus tot en met 1 september 2002.

## Toernooi

### Groep A
| Team       | Pts | Pld | W | D | L | GF | GA | GD |
| ---------- | --- | --- | - | - | - | -- | -- | -- |
| Canada     | 9   | 3   | 3 | 0 | 0 | 9  | 2  | +7 |
| Japan      | 4   | 3   | 1 | 1 | 1 | 3  | 6  | −3 |
| Denemarken | 3   | 3   | 1 | 0 | 2 | 5  | 6  | −1 |
| Nigeria    | 1   | 3   | 0 | 1 | 2 | 2  | 5  | −3 |

|                        |                                |           |                                    |                                                                              |
| 18 augustus 2002 16:00 | Canada                         | 3–2       | Denemarken                         | Commonwealth Stadium, Edmonton Toeschouwers: 25.000 Scheidsrechter: Szokolai |
| 18 augustus 2002 16:00 | Sinclair 15' Rowe 68' Lang 80' | (Verslag) | Rasmussen 51' Stentoft-Herping 53' | Commonwealth Stadium, Edmonton Toeschouwers: 25.000 Scheidsrechter: Szokolai |

|                        |             |           |          |                                                                          |
| 18 augustus 2002 18:15 | Nigeria     | 1–1       | Japan    | Commonwealth Stadium Toeschouwers: 10.000 Scheidsrechter: Ferreira-James |
| 18 augustus 2002 18:15 | Iwuagwu 36' | (Verslag) | Sudo 26' | Commonwealth Stadium Toeschouwers: 10.000 Scheidsrechter: Ferreira-James |

|                        |                    |           |             |                                                                  |
| 20 augustus 2002 17:45 | Denemarken         | 2–1       | Nigeria     | Commonwealth Stadium Toeschouwers: 7.000 Scheidsrechter: Tortura |
| 20 augustus 2002 17:45 | Rasmussen 28', 47' | (Verslag) | Oyewusi 76' | Commonwealth Stadium Toeschouwers: 7.000 Scheidsrechter: Tortura |

|                        |       |           |                                |                                                                   |
| 20 augustus 2002 20:00 | Japan | 0–4       | Canada                         | Commonwealth Stadium Toeschouwers: 15.714 Scheidsrechter: Ionescu |
| 20 augustus 2002 20:00 |       | (Verslag) | Sinclair 9', 45' Lang 53', 69' | Commonwealth Stadium Toeschouwers: 15.714 Scheidsrechter: Ionescu |

|                        |            |           |               |                                                                         |
| 22 augustus 2002 17:45 | Denemarken | 1–2       | Japan         | Commonwealth Stadium Toeschouwers: 6.000 Scheidsrechter: Ferreira-James |
| 22 augustus 2002 17:45 | Jensen 5'  | (Verslag) | Ohno 67', 73' | Commonwealth Stadium Toeschouwers: 6.000 Scheidsrechter: Ferreira-James |

|                        |         |           |                   |                                                                    |
| 22 augustus 2002 20:00 | Nigeria | 0–2       | Canada            | Commonwealth Stadium Toeschouwers: 15.803 Scheidsrechter: Szokolai |
| 22 augustus 2002 20:00 |         | (Verslag) | Sinclair 25', 69' | Commonwealth Stadium Toeschouwers: 15.803 Scheidsrechter: Szokolai |

### Groep B
| Team      | Pts | Pld | W | D | L | GF | GA | GD |
| --------- | --- | --- | - | - | - | -- | -- | -- |
| Brazilië  | 9   | 3   | 3 | 0 | 0 | 10 | 3  | +7 |
| Duitsland | 6   | 3   | 2 | 0 | 1 | 5  | 2  | +3 |
| Frankrijk | 3   | 3   | 1 | 0 | 2 | 2  | 7  | −5 |
| Mexico    | 0   | 3   | 0 | 0 | 3 | 5  | 9  | −5 |

|                        |                 |           |           |                                                                         |
| 17 augustus 2002 17:00 | Duitsland       | 2–0       | Frankrijk | Swangard Stadium, Vancouver Toeschouwers: 5.000 Scheidsrechter: Persson |
| 17 augustus 2002 17:00 | Mittag 39', 90' | (Verslag) |           | Swangard Stadium, Vancouver Toeschouwers: 5.000 Scheidsrechter: Persson |

|                        |                                       |           |                                                        |                                                           |
| 17 augustus 2002 19:30 | Mexico                                | 3–5       | Brazilië                                               | Swangard Stadium Toeschouwers: 6.000 Scheidsrechter: Deng |
| 17 augustus 2002 19:30 | Rico 8' (pen) Worbis 66' Martinez 74' | (Verslag) | Daniela 6', 14' Tatiana 30' Kelly 60' Renata Costa 65' | Swangard Stadium Toeschouwers: 6.000 Scheidsrechter: Deng |

|                        |                     |           |            |                                                              |
| 19 augustus 2002 17:00 | Frankrijk           | 2–1       | Mexico     | Swangard Stadium Toeschouwers: 4.500 Scheidsrechter: Proctor |
| 19 augustus 2002 17:00 | Ramos 21' Abily 39' | (Verslag) | Worbis 15' | Swangard Stadium Toeschouwers: 4.500 Scheidsrechter: Proctor |

|                        |           |           |           |                                                            |
| 19 augustus 2002 19:30 | Brazilië  | 1–0       | Duitsland | Swangard Stadium Toeschouwers: 5.537 Scheidsrechter: Seitz |
| 19 augustus 2002 19:30 | Kelly 60' | (Verslag) |           | Swangard Stadium Toeschouwers: 5.537 Scheidsrechter: Seitz |

|                        |           |           |                                   |                                                            |
| 21 augustus 2002 17:00 | Frankrijk | 0–4       | Brazilië                          | Swangard Stadium Toeschouwers: 3.500 Scheidsrechter: Seitz |
| 21 augustus 2002 17:00 |           | (Verslag) | Marta 44', 63', 73' Cristiane 62' | Swangard Stadium Toeschouwers: 3.500 Scheidsrechter: Seitz |

|                        |            |           |                                    |                                                              |
| 21 augustus 2002 19:30 | Mexico     | 1–3       | Duitsland                          | Swangard Stadium Toeschouwers: 5.552 Scheidsrechter: Persson |
| 21 augustus 2002 19:30 | Worbis 24' | (Verslag) | Mueller 33' Brendel 61' Mittag 86' | Swangard Stadium Toeschouwers: 5.552 Scheidsrechter: Persson |

### Groep C
| Team             | Pts | Pld | W | D | L | GF | GA | GD  |
| ---------------- | --- | --- | - | - | - | -- | -- | --- |
| Verenigde Staten | 9   | 3   | 3 | 0 | 0 | 15 | 1  | +14 |
| Australië        | 4   | 3   | 1 | 1 | 1 | 5  | 5  | 0   |
| Engeland         | 4   | 3   | 1 | 1 | 1 | 5  | 5  | 0   |
| Chinees Taipei   | 0   | 3   | 0 | 0 | 3 | 1  | 15 | −14 |

|                        |                                                      |           |          |                                                                       |
| 17 augustus 2002 13:00 | Verenigde Staten                                     | 5–1       | Engeland | Centennial Stadium, Victoria Toeschouwers: 2.500 Scheidsrechter: Oiwa |
| 17 augustus 2002 13:00 | Tarpley 37' Osborne 39' O'Reilly 44' Wilson 64', 74' | (Verslag) | Ward 47' | Centennial Stadium, Victoria Toeschouwers: 2.500 Scheidsrechter: Oiwa |

|                        |                |           |                                                     |                                                                |
| 17 augustus 2002 15:15 | Chinees Taipei | 1–5       | Australië                                           | Centennial Stadium Toeschouwers: 1.700 Scheidsrechter: Damkova |
| 17 augustus 2002 15:15 | Lu 84'         | (Verslag) | Crawford 30', 78' Neilson 38' Cannuli 85' Harch 87' | Centennial Stadium Toeschouwers: 1.700 Scheidsrechter: Damkova |

|                        |                                      |           |                |                                                             |
| 19 augustus 2002 17:00 | Engeland                             | 4–0       | Chinees Taipei | Centennial Stadium Toeschouwers: 2.151 Scheidsrechter: Gaye |
| 19 augustus 2002 17:00 | Maggs 20' Hickmott 26' Ward 47', 85' | (Verslag) |                | Centennial Stadium Toeschouwers: 2.151 Scheidsrechter: Gaye |

|                        |           |           |                                          |                                                                 |
| 19 augustus 2002 19:15 | Australië | 0–4       | Verenigde Staten                         | Centennial Stadium Toeschouwers: 2.600 Scheidsrechter: Hanninen |
| 19 augustus 2002 19:15 |           | (Verslag) | Wilson 14', 79' Osborne 74' O'Reilly 81' | Centennial Stadium Toeschouwers: 2.600 Scheidsrechter: Hanninen |

|                        |           |     |           |                                                             |
| 21 augustus 2002 17:00 | Engeland  | 0–0 | Australië | Centennial Stadium Toeschouwers: 3.900 Scheidsrechter: Oiwa |
| 21 augustus 2002 17:00 | (Verslag) |     |           | Centennial Stadium Toeschouwers: 3.900 Scheidsrechter: Oiwa |

|                        |                                                                     |           |                |                                                             |
| 21 augustus 2002 19:15 | Verenigde Staten                                                    | 6–0       | Chinees Taipei | Centennial Stadium Toeschouwers: 2.800 Scheidsrechter: Gaye |
| 21 augustus 2002 19:15 | Kakadelas 3' Tarpley 10', 43' Buehler 34' (pen) Hanks 48' Ebner 59' | (Verslag) |                | Centennial Stadium Toeschouwers: 2.800 Scheidsrechter: Gaye |

## Knock-outfase

### Kwartfinale
|                        |                                      |           |                                           |                                                                      |
| 24 augustus 2002 19:00 | Brazilië                             | 4–3 (GG)  | Australië                                 | Swangard Stadium, Vancouver Toeschouwers: 6.503 Scheidsrechter: Deng |
| 24 augustus 2002 19:00 | Marta 4', 45' Kelly 42' Daniela 100' | (Verslag) | Reuter 34' Crawford 51' Kuralay 59' (pen) | Swangard Stadium, Vancouver Toeschouwers: 6.503 Scheidsrechter: Deng |

|                        |                                                |           |                        |                                                                             |
| 25 augustus 2002 13:00 | Canada                                         | 6–2       | Engeland               | Commonwealth Stadium, Edmonton Toeschouwers: 23.595 Scheidsrechter: Ionescu |
| 25 augustus 2002 13:00 | Sinclair 5', 36', 52', 91', 93' Thorlakson 45' | (Verslag) | Maggs 65' Westwood 80' | Commonwealth Stadium, Edmonton Toeschouwers: 23.595 Scheidsrechter: Ionescu |

|                        |          |           |                   |                                                                  |
| 25 augustus 2002 15:45 | Japan    | 1–2 (GG)  | Duitsland         | Commonwealth Stadium Toeschouwers: 5.000 Scheidsrechter: Tortura |
| 25 augustus 2002 15:45 | Ohno 44' | (Verslag) | Bresonik 93', 94' | Commonwealth Stadium Toeschouwers: 5.000 Scheidsrechter: Tortura |

|                        |                                                    |           |            |                                                                           |
| 25 augustus 2002 19:00 | Verenigde Staten                                   | 6–0       | Denemarken | Centennial Stadium, Victoria Toeschouwers: 4.800 Scheidsrechter: Hanninen |
| 25 augustus 2002 19:00 | O'Reilly 11', 27' Wilson 23', 47', 68' Tarpley 57' | (Verslag) |            | Centennial Stadium, Victoria Toeschouwers: 4.800 Scheidsrechter: Hanninen |

### Halve finale
|                        |           |                 |            |                                                                              |
| 29 augustus 2002 17:15 | Brazilië  | 1–1 (3–4) (PSO) | Canada     | Commonwealth Stadium, Edmonton Toeschouwers: 37.194 Scheidsrechter: Hanninen |
| 29 augustus 2002 17:15 | Marta 46' | (Verslag)       | Rustad 69' | Commonwealth Stadium, Edmonton Toeschouwers: 37.194 Scheidsrechter: Hanninen |

|                        |                                       |           |              |                                                                    |
| 29 augustus 2002 20:00 | Verenigde Staten                      | 4–1       | Duitsland    | Commonwealth Stadium Toeschouwers: 10.000 Scheidsrechter: Szolokai |
| 29 augustus 2002 20:00 | Tarpley 28' Wilson 30', 45' Oakes 86' | (Verslag) | Bresonik 16' | Commonwealth Stadium Toeschouwers: 10.000 Scheidsrechter: Szolokai |

### Wedstrijd voor 3e plaats
|                        |               |                 |            |                                                                          |
| 1 september 2002 11:00 | Brazilië      | 1–1 (3–4) (PSO) | Duitsland  | Commonwealth Stadium, Edmonton Toeschouwers: 35.000 Scheidsrechter: Oiwa |
| 1 september 2002 11:00 | Cristiane 33' | (Verslag)       | Bachor 49' | Commonwealth Stadium, Edmonton Toeschouwers: 35.000 Scheidsrechter: Oiwa |

### Finale
|                        |        |           |                  |                                                                                    |
| 1 september 2002 14:00 | Canada | 0–1 (GG)  | Verenigde Staten | Commonwealth Stadium, Edmonton Toeschouwers: 47.784 Scheidsrechter: Ferreira-James |
| 1 september 2002 14:00 |        | (Verslag) | Tarpley 109'     | Commonwealth Stadium, Edmonton Toeschouwers: 47.784 Scheidsrechter: Ferreira-James |

GG - na Golden goal

PSO - Strafschoppenserie